# 오르가논

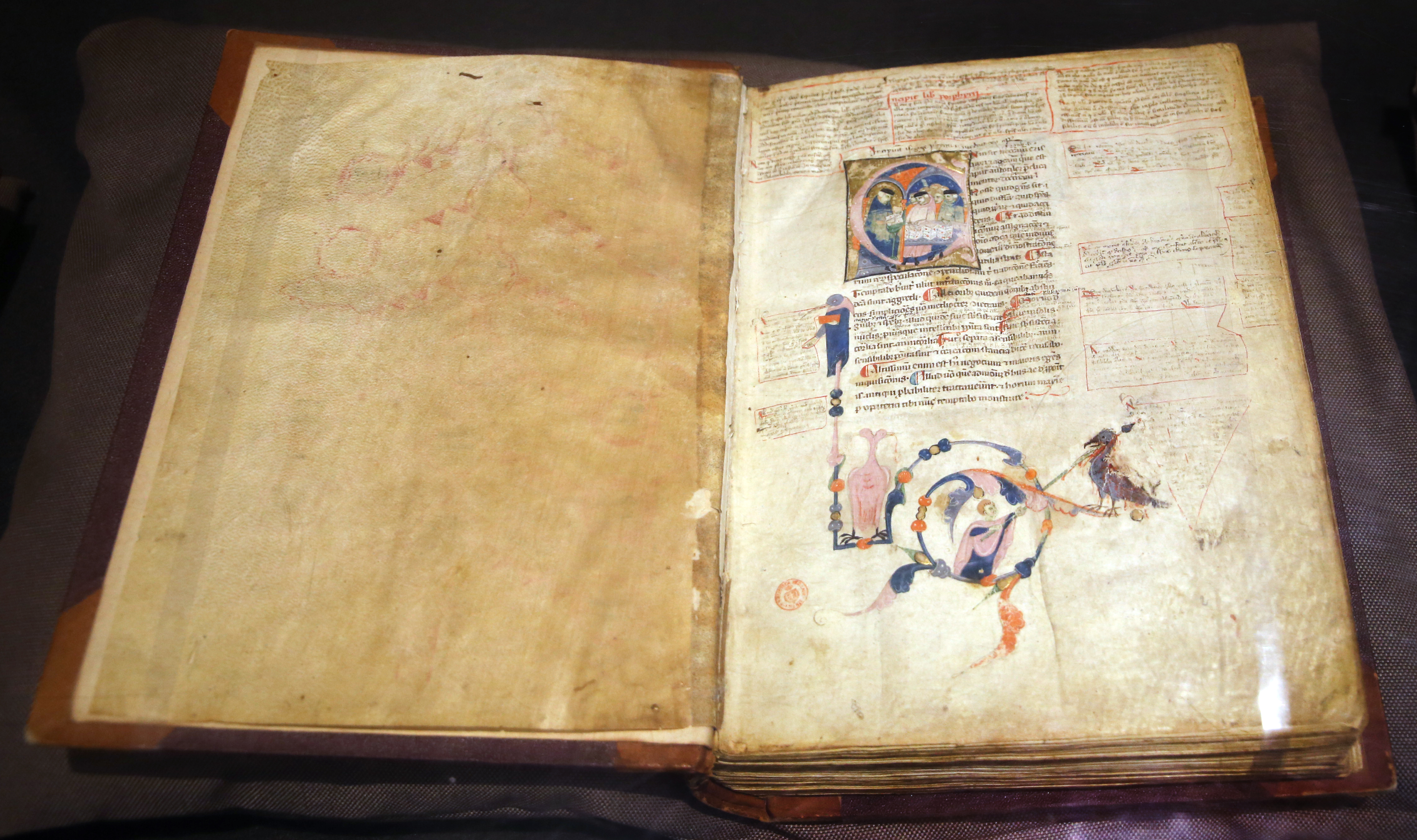
오르가논

오르가논(Organon)은 아리스토텔레스의 논리학 저작 전체를 가리키는 명칭이다. 6세기부터 이 이름으로 불렀다. 학문의 실질적인 부분이 아니라 그 도구라는 뜻이다. 아리스토텔레스에게는 논리학(로기케)의 명칭이 없었으며, 분석론(아나류티카)이 주로 그것에 해당한다. '분석론'은 추론(推論)을 삼단논법으로 분석, 여러 가지 형식과 정합성(整合性)과 진리와의 관계를 논한다. 이 밖에 통념에 의한 변증적 추론(디아렉티케)을 다루었던 '토피카', 판단과 명제를 논하는 '명제론', 주어와 술어의 개념에 관한 종류를 논하는 '범주론'이 포함되어 있다.

## 구성
- 《범주론》(라틴어: Categoriae)
- 《명제론》 또는 《해석론》(라틴어: De Interpretatione, 고대 그리스어: Περὶ Ἑρμηνείας)
- 《분석론전서》(라틴어: Analytica Priora)
- 《분석론후서》(라틴어: Analytica Posteriora)
- 《토피카》 또는 《변증론》(라틴어: Topica)
- 《소피스트적 논박》 또는 《궤변론》(라틴어: De Sophisticis Elenchis)

## 범주론
아리스토텔레스는 그의 저술 오르가논중 범주론에서 올바른 '정의'방법에 대해 서술한바있다. 이러한 전통은 현대에 이르기까지 유효하고 기능적인 논리학의 일반적인 정의방법으로 정의되고있다.
따라서 이에 따르면 정의한다는것은 '개념이 속하는 가장 가까운 유(類)를 들어 그것이 체계 가운데 차지하는 위치를 밝히고 다시 종차(種差)를 들어 그 개념과 등위(等位)의 개념에서 구별하는 것이다.' 예를 들면 ‘사람은 이성적(理性的)인 동물이다.’와 같이, 판명하려는 개념을 주어로 하고 종차와 최근류(最近類)를 객어로 하는 판단으로써 성립하게 된다.

## 같이 보기
- 형이상학 (아리스토텔레스)
- 니코마코스 윤리학
- 시학 (아리스토텔레스)

## 참고 자료
- 이 문서에는 다음커뮤니케이션(현 카카오)에서 GFDL 또는 CC-SA 라이선스로 배포한 글로벌 세계대백과사전의 내용을 기초로 작성된 글이 포함되어 있습니다.